# Председнички избори у САД 1912.
Председнички избори у САД 1912. су били 32. избори по редоследу, и одржани су у уторак 5. новембра. Демократски гувернер савезне државе Њу Џерзи је победио актуелног републиканског председника Вилијама Хауарда Тафта и бившег председника Теодора Рузвелта који је направио своју партију након сукоба са Републиканском странком. До 2020. ово су последњи избори у којима је кандидат који није ни Демократа ни Републиканац освојио друго место на изборима. Вилсон је постао председник са најмањим процентом гласача од избора у 1860., а Тафт је освојио најмањи број изборника, савезних држава, и гласача за актуелног председника у досадашњој историји САД.
Ово су били први избори у којима су Аризона и Њу Мексико могли да гласају за председника, јер су постале савезне државе; Аризона 14. фебруара 1912., а Њу Мексико 6. јануара 1912. Обе државе су имале по 3 изборничка гласа.

## Фусноте
1. ↑  Актуелни потпредседник Џејмс С. Шерман је био номинован за Тафтовог потпредседничког кандидата, али је преминуо шест дана пре избора. Батлер је изабран након избора да преузме изборничке гласове које би Шерман добио.